# Grangärde
Grangärde est une localité de Suède dans la commune de Ludvika située dans le comté de Dalécarlie.
Sa population était de 351 habitants en 2010.